# Marama Davidson

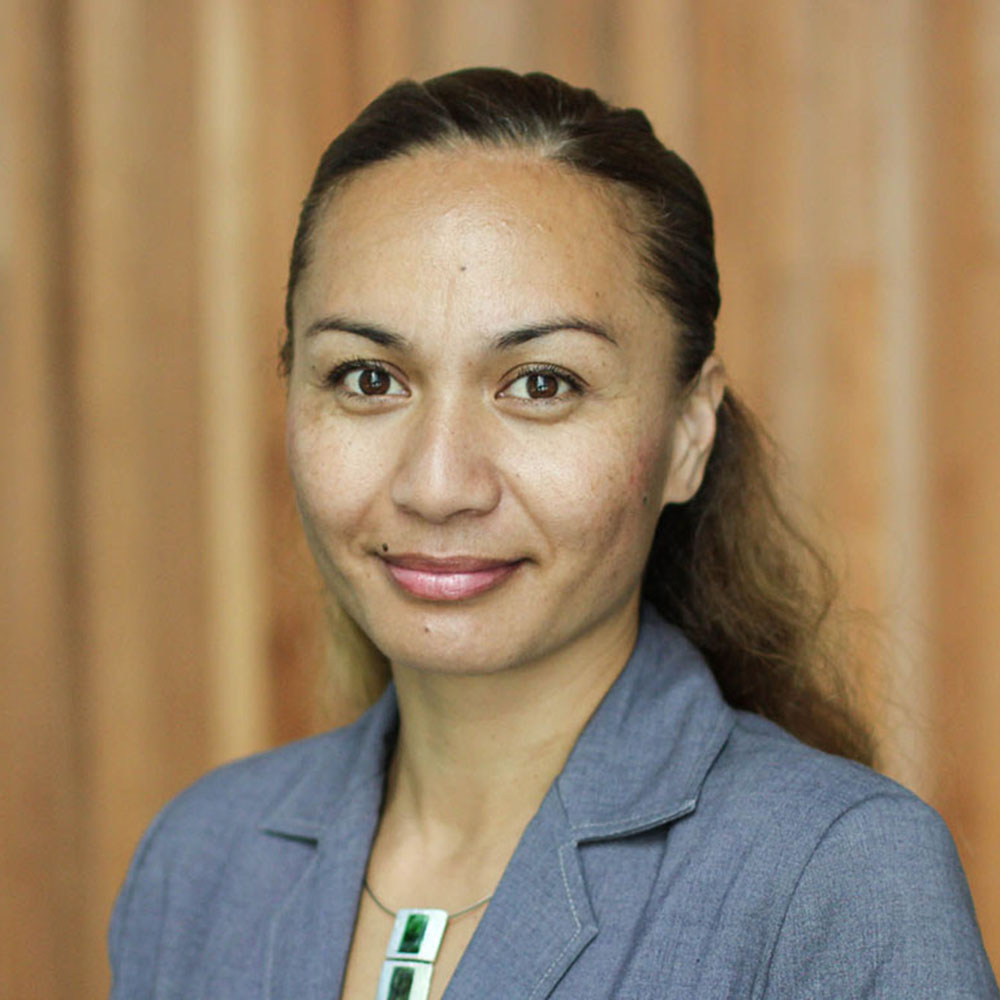
Marama Davidson (2014)

Marama Mere-Ana Davidson (* 28. Dezember 1973 in Auckland) ist eine neuseeländische Politikerin und Bloggerin. Sie ist Mitglied der Green Party of Aotearoa New Zealand, seit dem 2. November 2015 Mitglied des New Zealand Parliament und seit dem 8. April 2018 Co-Vorsitzende ihrer Partei.

## Frühes Leben
Marama Davidson wurde 1973 in Auckland in eine Familie politisch engagierter Māori-Eltern hineingeboren. Ihr Vater, Rawiri Paratene, wurde später durch Rollen in den Filmen Whale Rider, The Insatiable Moon und Shortland Street bekannt. Marama ging in Wellington zur Schule, lebte in Dunedin und Christchurch, nachdem ihre Familie nacheinander in die verschiedenen Städte zog. Als ihr Großvater starb, lernte sie im Alter von neun Jahren erstmals ihre Familienangehörige in Hokianga kennen. Ihre Familie blieb und so verbrachte sie den Rest ihrer Kindheit in Whirinaki im Far North District.
Ihre universitäre Ausbildung begann sie in an der University of Waikato in Hamilton und beendete sie mit einem Abschluss in Bachelor of Arts an der University of Auckland, wofür sie nach Auckland zog und anschließend dort auch lebte.
Sie heiratete Paul Davidson, bekam mit ihm sechs Kinder und lebt mit ihrer Familie in Manurewa, einem Stadtteil von Auckland, der vor November 2010 zur Stadt Papakura gehörte.

## Berufliche Karriere
Nach ihrem Abschluss an der Universität arbeitete sie für die Organisation Breastfeeding New Zealand und 10 Jahre in der Human Rights Commission. Sie wurde Gründungsmitglied des Te Wharepora Hou Maori Women's Collective und engagierte sich in den Owen Glenn Inquiry (Owen Glenn Ermittlungen) in Sachen Kindesmissbrauch und häusliche Gewalt.

## Bloggerin
Davidson ist in Neuseeland als aktive Bloggerin bekannt und in den sozialen Medien des Landes präsent. In ihren Beiträgen widmet sie sich den Themen: „Soziale Gerechtigkeit“, „Māori-Politik“ und „Frauenrechte“.

## Politische Karriere
Der politischen Öffentlichkeit bekannt wurde Davidson als sie 2013 zu der Nachwahl für den Māori-Wahlkreis Ikaroa-Rāwhiti als Kandidatin der Green Party antrat und 2014 für den Māori-Wahlkreis Tāmaki Makaurau erstmals kandidierte. Als im September 2015 der ehemalige Partei-Co-Vorsitzende Russel Norman für ein Engagement bei Greenpeace seinen Rückzug aus dem Parlament bekannt gab, rückte Davidson als Nummer 14 auf der Liste der Partei für ihn ins Parlament nach.
Davidson wurde Sprecherin ihrer Partei für die Bereiche Menschenrechte, Māori-Angelegenheiten und sozialer Wohnungsbau. Nach der Parlamentswahl im Jahr 2017 übernahm sie weitere Funktionen als Sprecherin ihrer Partei. Am 8. April 2018 wurde sie auf dem Parteitag ihrer Partei mit 110 von 144 Stimmen zur zweiten Co-Vorsitzenden gewählt.

### Ministerämter in der Regierung Ardern
Ministeramt im 2. Kabinett von Jacinda Ardern:

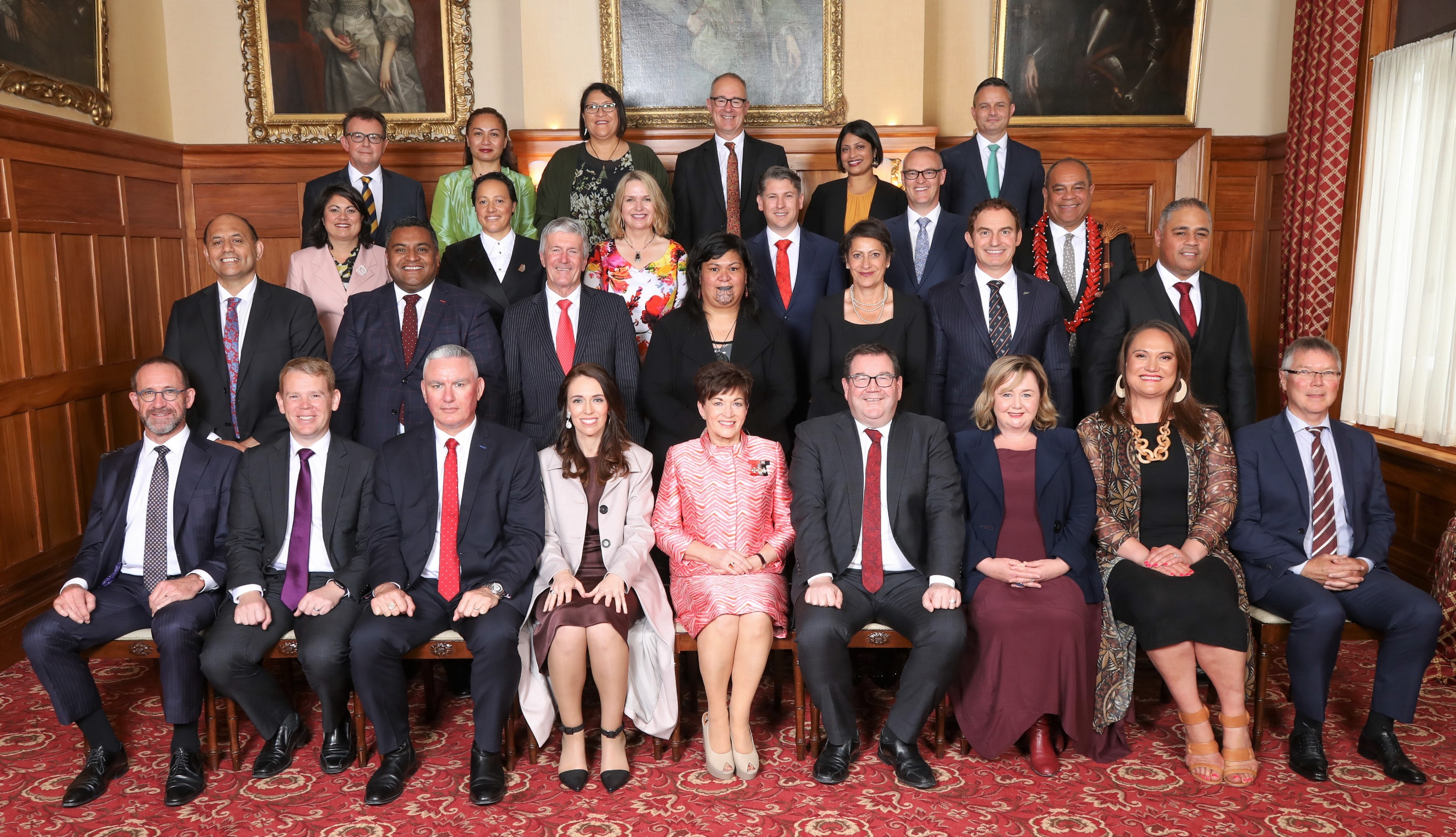
Marama Davidson (2020)
2. von links in der vierten Reihe

| Minister                                                  | vom              | bis             |
| --------------------------------------------------------- | ---------------- | --------------- |
| Minister for the Prevention of Family and Sexual Violence | 6. November 2020 | 29. Januar 2023 |
| Associate Minister of Housing (Homelessness)              | 6. November 2020 | 29. Januar 2023 |

### Ministerämter in der Regierung Hipkins
Mit dem Rücktritt von Jacinda Ardern als Premierministerin in der laufenden Legislaturperiode und der Übernahme des Amtes durch ihren Parteikollegen Chris Hipkins am 25. Januar 2023, blieben die Ministerämter von Davidson unverändert.
| Minister                                                  | vom             | bis               |
| --------------------------------------------------------- | --------------- | ----------------- |
| Minister for the Prevention of Family and Sexual Violence | 29. Januar 2023 | 27. November 2023 |
| Associate Minister of Housing (Homelessness)              | 29. Januar 2023 | 27. November 2023 |

Quelle: Department of the Prime Minister and Cabinet
Mit der nachfolgenden regulären Parlamentswahl, die am 14. Oktober 2023 stattfand, verlor die Labour Party ihre Regierungsmehrheit an die New Zealand National Party. Damit war auch das Kooperationsabkommen mit der Labour Party beendet und die Green Party ging wieder in die Opposition. Davidsons Wiedereinzug ins Parlament war aber über die Liste ihrer Partei, die mit 11,60 % der Stimmen und drei Direktmandaten insgesamt 15 Sitze erringen konnte, abgesichert.
Mit Wirkung vom 8. Dezember 2023 verlieh der Generalgouverneur von Neuseeland Davidson in Anerkennung ihrer Amtszeit als Mitglied des Executive Council den Titel „The Honourable“ (die Ehrenwerte).